# Dean Winters
Dean Gerard Winters (New York, 20 luglio 1964) è un attore statunitense.

## Biografia
Ha due fratelli, Scott William Winters e Bradford Winters, e una sorella, Blair Winters. Winters è di origini italiane da parte della madre e irlandesi da parte del padre. Nel 2013 partecipa al film Coppia diabolica.
È noto principalmente per la sua interpretazione machiavellica di Ryan O'Reily nella serie televisiva carceraria della HBO Oz, in cui interpreta un astuto e doppiogiochista carcerato irlandese. Ha fatto anche apparizioni in molte altre serie televisive, come: Law & Order - Unità vittime speciali, Sex and the City, Squadra emergenza, NYPD - New York Police Department, CSI: Miami, Terminator: The Sarah Connor Chronicles, 30 Rock e molte altre.

## Filmografia parziale

### Attore

#### Cinema
- Ipotesi di complotto (Conspiracy Theory), regia di Richard Donner (1997)
- All'improvviso un angelo (Undercover Angel) , regia di Bryan Michael Stoller (1999)
- Hellraiser: Hellseeker, regia di Rick Bota (2002)
- P.S. I Love You, regia di Richard LaGravenese (2007)
- Coppia diabolica (The Devil You Know), regia di James Oakley (2013)
- Don Peyote, regia di Michael Canzoniero e Dan Fogler (2014)
- John Wick, regia di David Leitch e Chad Stahelski (2014)
- Crazy Night - Festa col morto (Rough Night), regia di Lucia Aniello (2017)
- Framing John DeLorean, regia di Don Argott e Sheena M. Joyce (2019)
- Lost Girls, regia di Liz Garbus (2020)
- Palmer, regia di Fisher Stevens (2021)
- Christmas vs. The Walters, regia di Peter A. D'Amato (2021)
- Highest 2 Lowest, regia di Spike Lee (2025)

#### Televisione
- Homicide (Homicide, Life on the Street) – serie TV, 3 episodi (1994-1995)
- Sex and the City – serie TV, episodio 2x14 (1999)
- Millennium – serie TV, 2 episodi (1997-1999)
- Deadline – serie TV, episodio 3x18 (2001)
- Squadra emergenza (Third Watch) – serie TV, episodio 3x18 (2002)
- The Twilight Zone – serie TV, episodio 1x20 (2002)
- Oz – serie TV, 56 episodi (1997-2003)
- CSI: Miami – serie TV, episodio 3x24 (2005)
- Terminator: The Sarah Connor Chronicles – serie TV, 6 episodi (2008)
- Life on Mars – serie TV, 3 episodi (2008-2009)
- Rescue Me – serie TV, 34 episodi (2004-2011)
- 30 Rock – serie TV, 15 episodi (2006-2012)
- Law & Order: Criminal Intent - serie TV, episodio 7x11 (2007)
- Brooklyn Nine-Nine – serie TV, 9 episodi (2013-2019)
- Law & Order - Unità vittime speciali (Law & Order: Special Victims Unit) – serie TV, 31 episodi (1999-2019)
- Battle Creek – serie TV, 13 episodi (2015)
- Divorce – serie TV, 6 episodi (2016-2018)
- Berlin Station – serie TV, episodio 3x05 (2019)
- Wayne – serie TV, 6 episodi (2019)
- American Gods – serie TV, episodio 2x02 (2019)
- City on a Hill – serie TV, episodio 1x06 (2019)
- Girls5eva – serie TV, 3 episodi (2021)
- Joe vs. Carole – miniserie TV, 3 puntate (2022)
- Che Todd ci aiuti (So Help Me Todd) – serie TV, episodi 2x04, 2x06 (2024)

### Doppiatore
- Unbreakable Kimmy Schmidt - serie TV, episodio 2x05 (2016)
- Rapunzel - La serie (Tangled: The Series, rinominata dalla seconda stagione Rapunzel's Tangled Adventure) - serie animata, 2 episodi (2017-2019)

## Doppiatori italiani
Nelle versioni in italiano dei suoi lavori, Dean Winters è stato doppiato da:
- Christian Iansante in Millennium (ep. 3x14), Oz, Law & Order - Unità vittime speciali (st. 1), Che Todd ci aiuti
- Riccardo Rossi in Homicide, Hellraiser: Hellseeker
- Alessio Cigliano in All'improvviso un angelo, Terminator: The Sarah Connor Chronicles
- Francesco Prando in Sex and the City, Divorce
- Andrea Lavagnino in Law & Order - Unità vittime speciali (st. 13-20), American Gods
- Gianluca Iacono in Law & Order - Criminal Intent, Girls5eva
- Roberto Chevalier in CSI: Miami, John Wick
- Fabrizio Pucci in Millennium (ep. 2x06)
- Massimo Lodolo in Squadra emergenza
- Edoardo Nordio in Rescue Me
- Riccardo Scarafoni in 30 Rock
- Riccardo Niseem Onorato in P.S. I Love You
- Pasquale Anselmo in Life on Mars
- Mirko Mazzanti in Coppia diabolica
- Massimo Rinaldi in Brooklyn Nine-Nine (st. 1-5)
- Dario Oppido in Brooklyn Nine-Nine (st. 6)
- Vittorio Guerrieri in Battle Creek
- Stefano Thermes ne Il padre dell'anno
- Paolo Marchese in City on a Hill
- Sandro Acerbo in Lost Girls

Nei prodotti nei quali ha partecipato come doppiatore, in italiano è stato sostituito da:
- Francesco Pezzulli in Rapunzel - La serie
- Stefano Thermes in Unbreakable Kimmy Schmidt